# Банчовци
Банчовци е село в Южна България. Намира се в община Ихтиман, област София.
Към 1934 г. селото има 72 жители. Населението му към 2011 г. е 6 души. Влиза в землището на село Пауново.